# Dorotea Sofia del Palatinat-Neuburg
Dorotea Sofia del Palatinat-Neuburg (Neuburg an der Donau, Sacre Imperi Romanogermànic 1670 - Parma, Ducat de Parma 1748) fou una princesa del Palatinat que va esdevenir duquessa consort de Parma.

## Orígens familiars
Va néixer el 5 de juliol de 1670 a la ciutat de Neuburg an der Donau, població que en aquells moments formava part del Palatinat i que avui en dia forma part de l'estat alemany de Renània-Palatinat, filla de l'elector palatí Felip Guillem I del Palatinat i Elisabet Amàlia de Hessen-Darmstadt. Per línia paterna era neta de Wolfgang Guillem I del Palatinat-Neuburg i de la princesa Magdalena de Baviera, i per línia materna de Jordi II de Hessen-Darmstadt i Sofia Elionor de Saxònia.
Fou germana dels electors Joan Guillem I i Carles III Felip del Palatinat-Neuburg; així com d'Elionor del Palatinat-Neuburg, casada amb Leopold I del Sacre Imperi Romanogermànic; de Maria Sofia del Palatinat-Neuburg, casada amb Pere II de Portugal; de Marianna del Palatinat-Neuburg, casada amb Carles II de Castella; d'Elisabet Amàlia del Palatinat-Neuburg, casada amb Joan III de Polònia; i de Leopoldina Elionor del Palatinat-Neuburg, casada amb Maximilià II Manuel de Baviera.

## Núpcies i descendents
Es va casar el 17 de maig de 1690 a la ciutat de Parma amb Odoard II Farnese, fill del duc Ranuccio II de Parma i Isabel d'Este. D'aquesta unió nasqueren:
- Alexandre Ignasi Farnese (1691-1693)
- Isabel Farnese (1692-(1766), casada el 1714 amb el rei Felip V d'Espanya (1683-1746).

A la mort del seu primer espòs, ocorreguda el desembre de 1693, es casà en segones núpcies el 8 de desembre de 1695 amb el germà de l'anterior, Francesc I de Parma. D'aquest matrimoni, però, no tingueren descendents.

## Herència del ducat
A la mort del seu segon espòs, ocorreguda el 1727, en fou nomenat el seu hereu el seu germà Antoni I de Parma, el qual estigué en el poder fins a la seva mort el 1731. En virtut del Tractat de Londres de 1718 el ducat passà a mans del net gran de Dorotea, Carles de Borbó de tan sols 16 anys. Dorotea es convertí en regent del ducat fins al 1735, moment en el qual fou cedit a l'Imperi Romanogermànic després de la Guerra de la Successió Polonesa.
Dorotea morí el 15 de setembre de 1748 a la ciutat de Parma, sent enterrada a l'església de Santa Maria della Steccata.